# 322
322 (CCCXXII) var ett normalår som började en måndag i den julianska kalendern.

## Händelser

### Okänt datum
- Det första beviset på stigbyglar använda under ritt (ej enbart för att ta sig upp i sadeln), härrör från detta år och kommer från en Jingrav.